# Henri-Edmond Cross
Henri-Edmond Cross, nascido Henri-Edmond-Joseph Delacroix foi um pintor e impressor francês. Ficou conhecido por ser um dos mestres do neo-impressionismo e por ter tido um papel muito influente no desenvolvimento da segunda fase deste movimento. Teve uma grande influência em Henri Matisse e outros artistas. O seu trabalho foi fulcral no desenvolvimento do fauvismo.

## Galeria

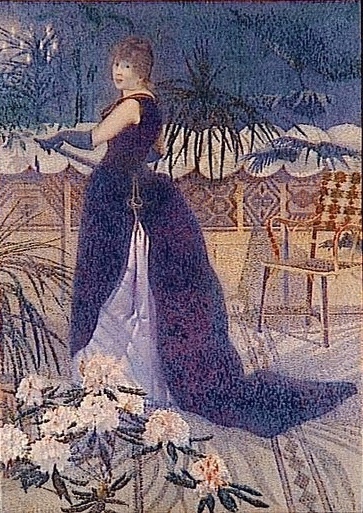
Senhora Hector France, Museu de Orsay
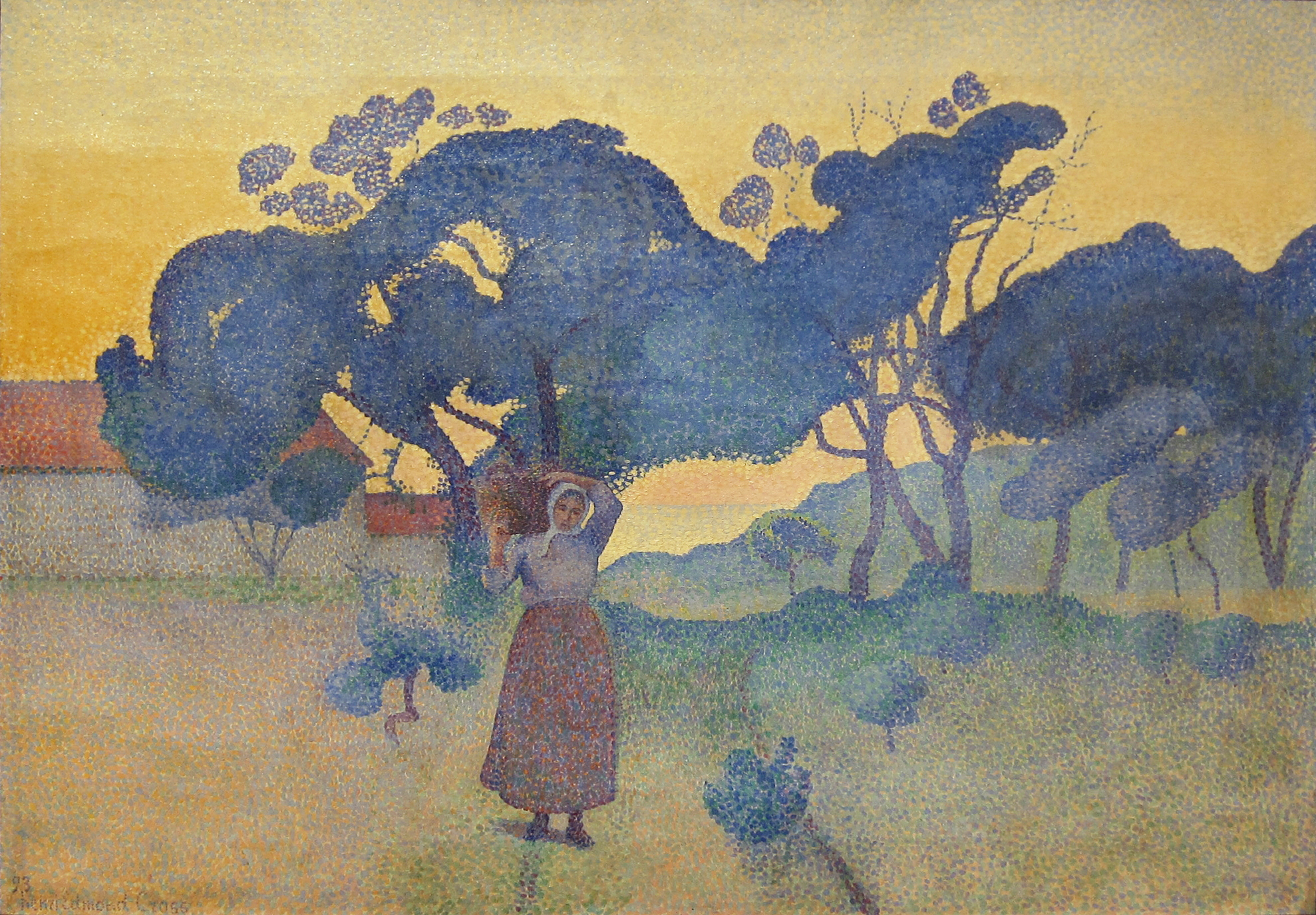
A quinta, ao final do dia, 1893, colecção privada
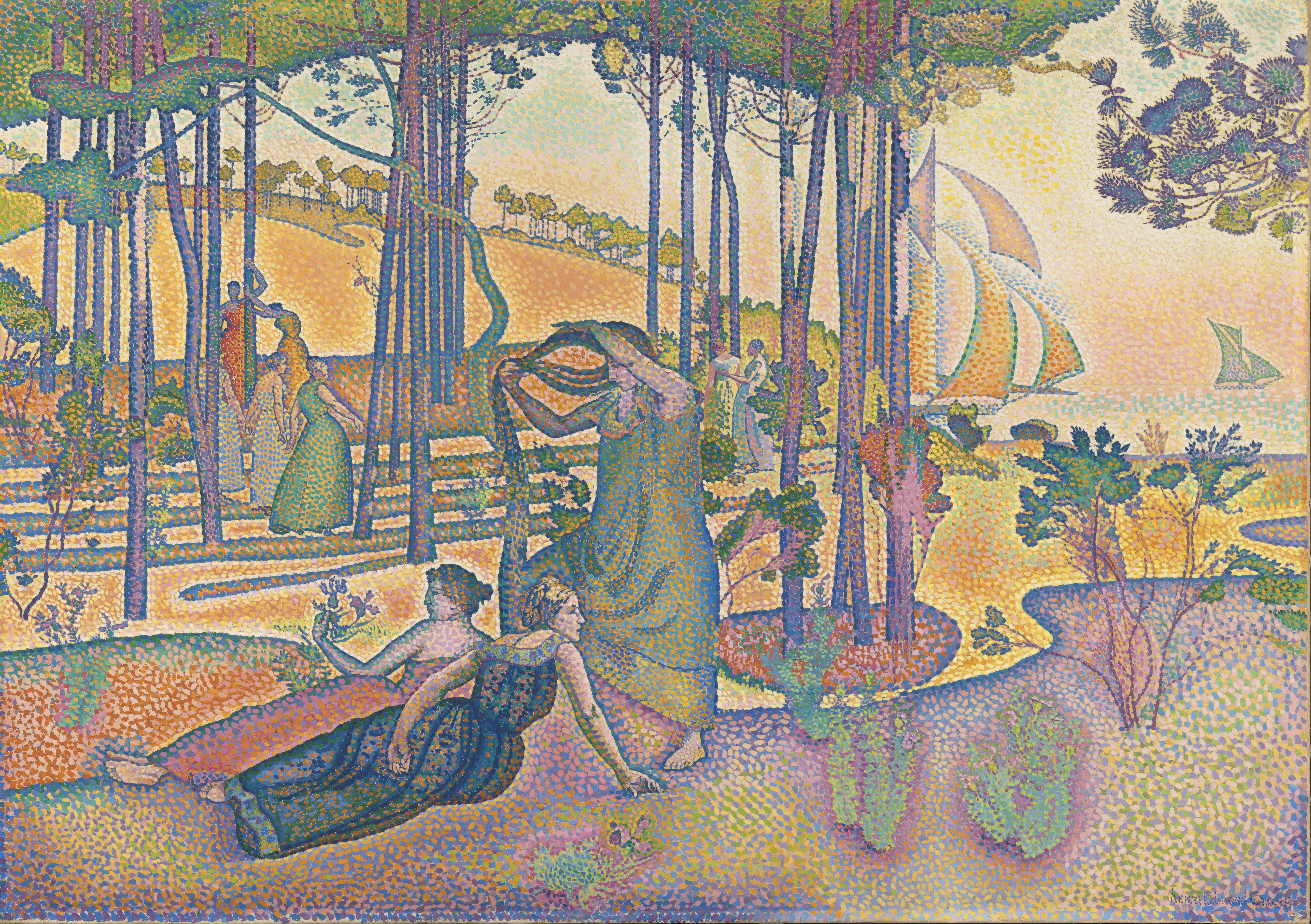
O ar do final do dia, 1893, Museu de Orsay
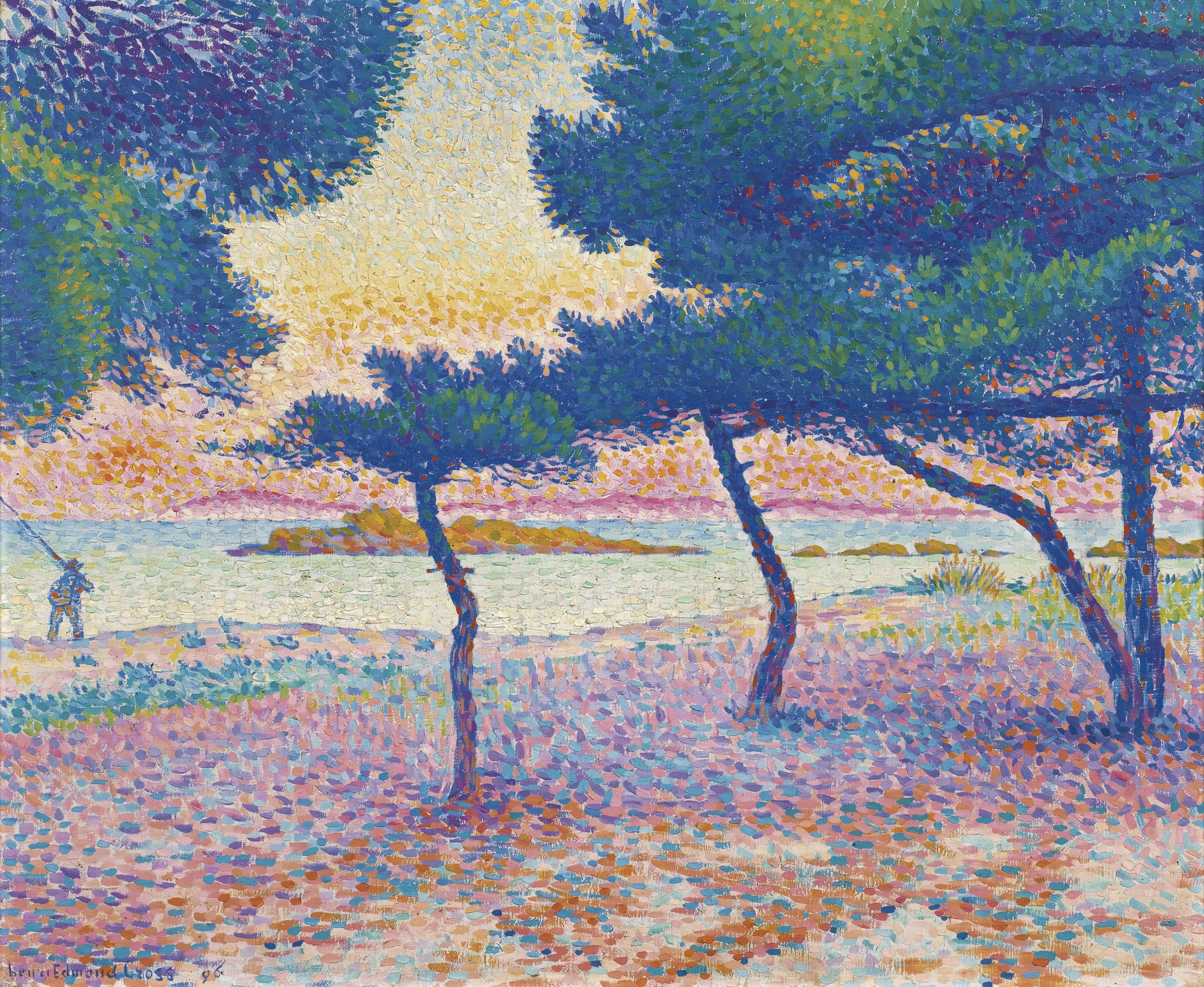
A praia de Saint-Clair, 1896
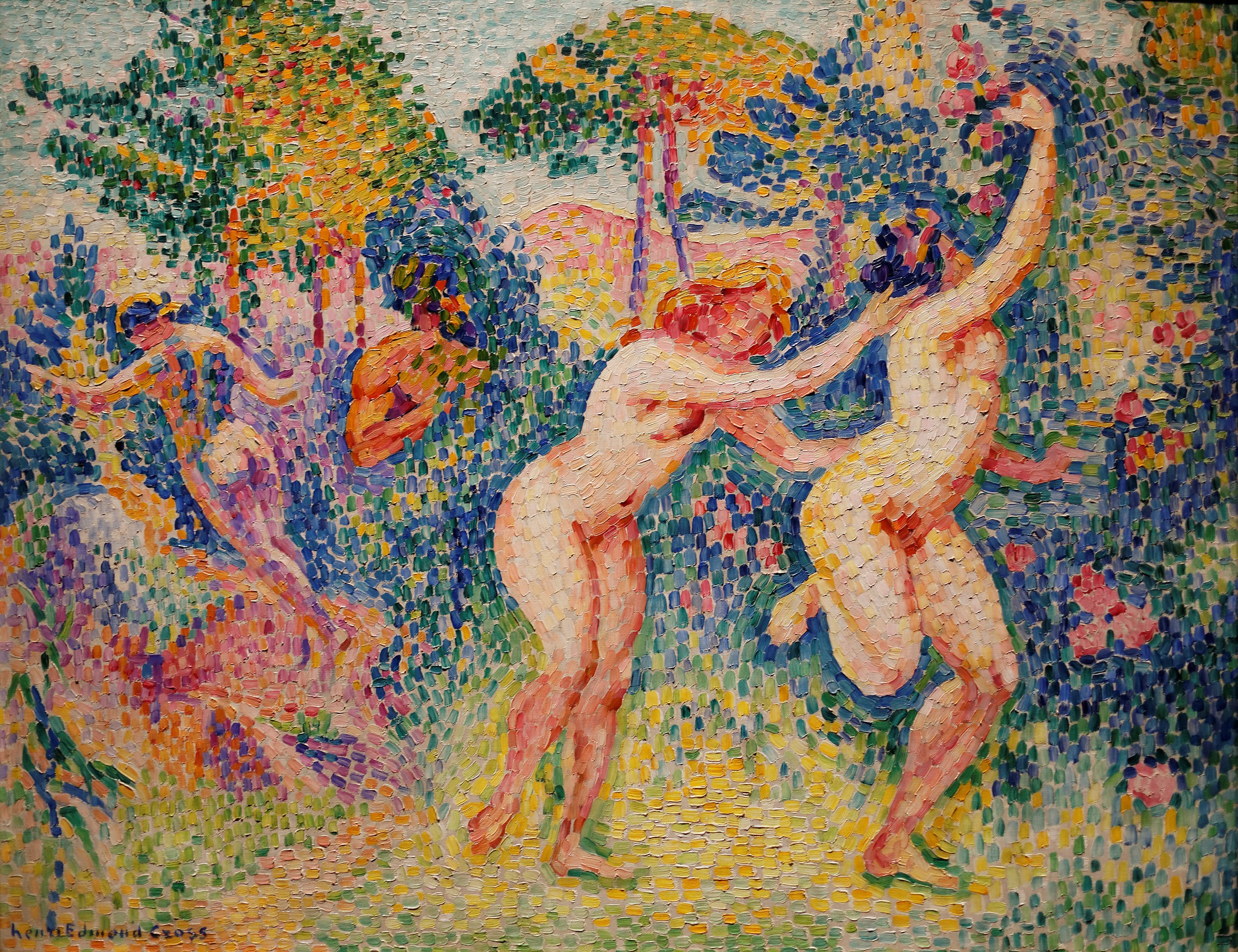
A flauta das ninfas, 1906, Museu de Orsay
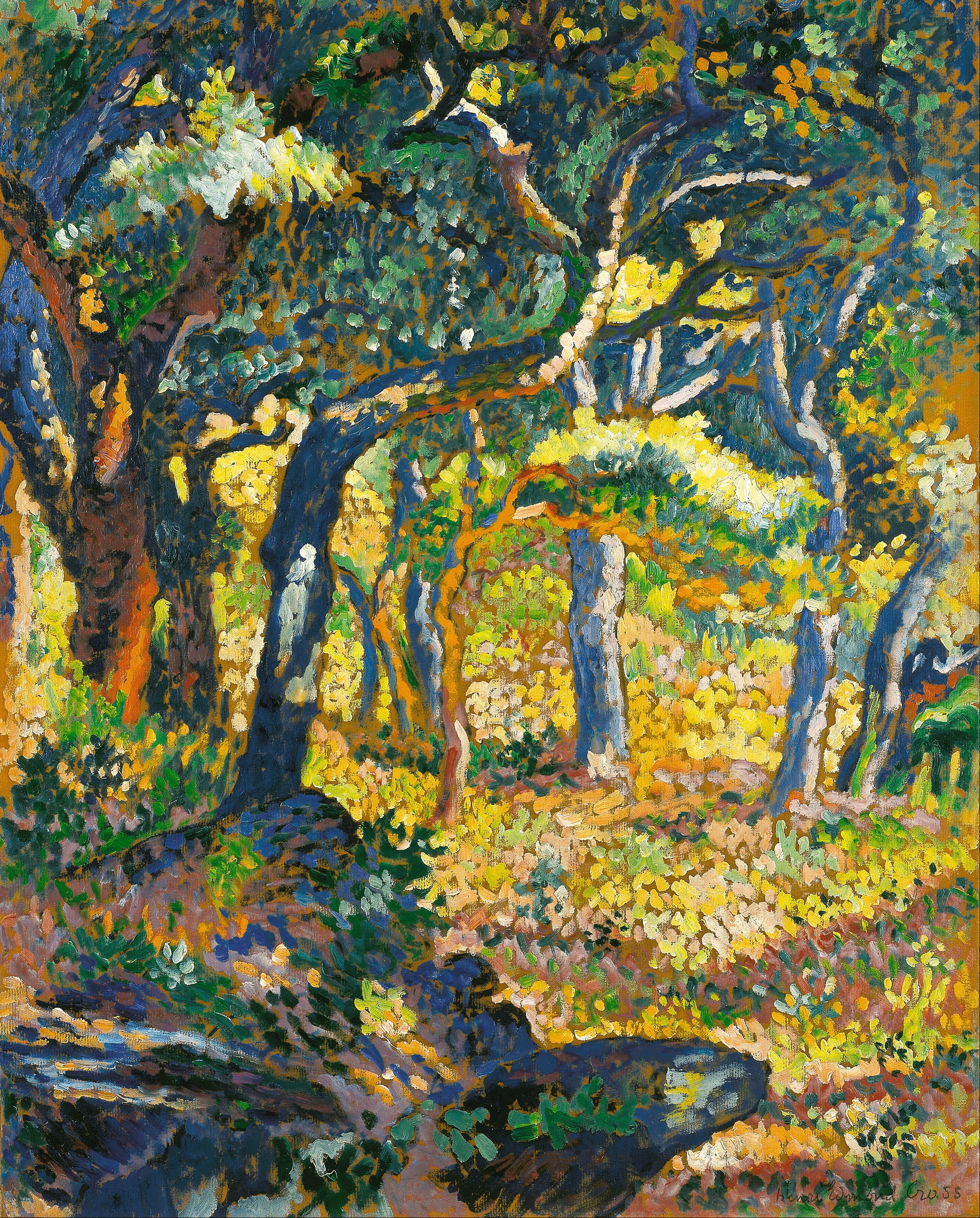
Uma clareira em Provence (estudo), 1906